# Frommeëlla tormentillae
Frommeëlla tormentillae är en svampart som först beskrevs av Karl Wilhelm Gottlieb Leopold Fuckel, och fick sitt nu gällande namn av Cummins & Y. Hirats. 1983. Frommeëlla tormentillae ingår i släktet Frommeëlla och familjen Phragmidiaceae.   Inga underarter finns listade i Catalogue of Life.